# آرالوي الصغير
آرالوي الصغیر (فولاد لوي الشمالي) (بالفارسية: ارالوی کوچک) هي قرية تقع في إيران في أردبيل. يقدر عدد سكانها بـ 716 نسمة .